# Проклятье Пеладона
Проклятье Пеладона (англ. The Curse of Peladon) — вторая серия девятого сезона британского научно-фантастического телесериала «Доктор Кто», состоящая из четырех эпизодов, которые были показаны в период с 29 января по 19 февраля 1972 года.

## Сюжет
Планета Пеладон под началом молодого короля готовится к присоединению к Галактической Федерации и ждет её делегатов для принятия финального решения. Но главный священник Хепеш противится этому и предупреждает, что проклятие Аггедора, королевского зверя Пеладона, обрушится на них. Канцлер Торбис собирается сообщить делегатам о прибытии делегата с Альфы Центавра, и в коридорах его убивает гигантский зверь, который исчезает так же быстро, как и появляется. Свидетель убийства — один лишь немой королевский чемпион Грун.
Тем временем ТАРДИС материализуется на краю обрыва за замком и, едва Доктор и Джо успевают выскочить, падает с утеса. Доктор уверяет Джо, что ТАРДИС неуничтожима, но им потребуется помощь, чтобы до неё добраться, и они начинают забираться на утёс к замку.
Новость о смерти Торбиса беспокоит делегатов, а делегат с Альфы Центавра даже хочет отменить конференцию. Тем временем Доктор и Джо, проходя по туннелям под замком, слышат рёв животного и видят статую гигантского однорогого существа, покрытого мехом и с острыми когтями.
Доктор и Джо, проходя по туннелям, замечают ледяного воина и прячутся. Их обнаруживают стражники и отводят в тронный зал, где уже собрались все делегаты: с Альфы Центавра, Арктура, а также Ледяной Лорд Излир и ледяной воин Ссорг с Марса. Путешественников принимают за послов с Земли, и Доктор, воспользовавшись этим, представляет Джо как Принцессу Джозефину из ТАРДИС, наблюдателя с Земли, и просит помощи, так как их «шаттл» разбился и там остались все документы.
Пока Доктор узнаёт всё о недавних событиях, Грун начинает потихоньку расшатывать статую Аггедора и, когда делегаты начинают выходить из зала, роняет её на них. Но Доктор отталкивает их в сторону, спасая их жизни, а Грун тем временем ускользает. На месте, где стояла статуя, Джо обнаруживает какое-то электронное устройство. Хепеш говорит Груну, что провал — не его вина, и требует уничтожить Доктора.
Обследовав устройство, найденное Джо, Доктор узнаёт, что это электронный ключ, сделанный из трисиликата, который добывается только на Марсе, поэтому он решает, что саботаж устроили именно ледяные воины. Но тут включается сирена, и бросившиеся на помощь Джо и Доктор видят делегата с Арктура, у которого кто-то повредил системы жизнеобеспечения, вытащив схему, и Джо отправляется на её поиски. Доктор чинит систему, арктурец приходит в себя, но не может вспомнить, кто на него напал. Вскоре приходит Грун и зовёт Доктора за собой.
Джо находит схему в комнате ледяных воинов, но её обнаруживает Ссорг, запирает её и сообщает Излиру, который вместе с делегатом с Альфы Центавра считает, что во всём замешан Доктор, желающий путём королевской свадьбы заполучить минеральные залежи Пеладона для Земли. Его подозрения усиливаются, когда он узнаёт, что механизм был найден вместе с «принцессой». Тем временем Джо выбирается через окно в коридор но, увидев там зверя Аггедора, бежит к Излиру и Ссоргу.
Грун ведёт Доктора через тайный туннель, но убегает, как только слышит рёв зверя, который начинает преследовать Доктора. Излир не верит Джо, когда та рассказывает, что видела его. Джо обвиняет его в саботаже, но тот указывает, что снятие схемы только бы ввело арктурца в метаболитическую кому, а не убило, и объясняет, что ледяные воины теперь приемлют насилие только на случай самозащиты.
Доктор выходит из туннелей, но его ловят Хепеш и Грун и доставляют в тронный зал, обвинив его в святотатстве. Король, не имея выбора, приговаривает Доктора к казни. Делегация по законам Федерации не имеет права вмешиваться, поэтому они бессильны. Излир просит королевской милости, и, несмотря на протесты Хепеша, король предлагает альтернативу: дуэль до смерти с королевским чемпионом, и Доктор, зная, что за заговором стоит Хепеш, соглашается.
В камере к Доктору приходит Хепеш и говорит, что «шаттл» поднят из обрыва. Он не желает ему смерти и даже готов показать путь к побегу, но Доктор не верит этому. Хепеш рисует карту и объясняет, что он верит: Федерация просто нацелилась на минералы Пеладона.
Джо пытается убедить делегацию вмешаться, но, несмотря на то что смерть Доктора («делегата Земли») приведёт к войне, только Излир соглашается помочь, чтобы отплатить за спасение своей жизни. Приватный разговор Излира и Джо подслушивает арктурец.
В камере Доктор чинит вращающееся зеркало в отвёртке и сбегает в туннели с помощью карты Хепеша. В туннелях он встречает зверя, но гипнотизирует зеркалом и усыпляет венерианскими колыбельными «Аггедора». Но появляется Джо и спугивает зверя факелом.
В тронном зале Хепеш сообщает королю, что пропажа Доктора доказывает его вину, но в этот момент в зал входят Доктор с Джо. Доктор пытается объяснить всё про Аггедора и как его используют для срыва конференции. Хепеш отвергает все рассказы о секретных туннелях и требует, чтобы Доктор сражался с Груном. Они сходятся в поединке, и Доктор побеждает, но сохраняет противнику жизнь. Арктурец пытается убить Доктора своим оружием, но его вовремя убивает Ссорг, а Хепеш ускользает. Они понимают, что заговор устроили арктурец с Хепешем, а Аггедор — один из оставшихся диких зверей, послуживших источником легенды. Снятие Хепеша приведёт к гражданской войне, и, так как по законам Федерации вмешательство в кризисных ситуациях разрешено, делегаты голосуют за интервенцию. Связаться с кораблями на орбите не выходит, так как Хепеш и его люди разбили все коммуникаторы и сейчас направляются в тронный зал. Доктор и Грун отправляются в туннели, где находят зверя, которого Доктор вновь укрощает и уводит прямо за рог.
Хепеш берёт короля в заложники и требует немедленного ухода делегаций от планеты. Появляется Доктор с Аггедором и обвиняет Хепеша в предательстве. Стража благоговеет перед легендарным зверем, но Хепеш, пытаясь доказать, что он контролирует Аггедора, приказывает ему убить Доктора. Однако зверь наносит смертельную рану Хепешу, и тот умирает на руках Короля. Последний берёт себя в руки, прощает повстанцев и закрывает занавесом лицо Хепеша.
Пока идёт подготовка к коронации, Доктор отводит Джо к ТАРДИС. Он говорит ей, что их сюда направили повелители времени, так что он до сих пор не может её контролировать. Тем временем прибывает настоящая делегация с Земли, которая, разумеется, ничего не знает про Доктора и Джо, и те решают, что им нужно срочно улетать. Делегаты вбегают в комнату с ТАРДИС, и та вместе с Доктором и Джо на борту растворяется прямо у них на глазах.

## Трансляции и отзывы
| Эпизод            | Дата показа     | Продолжительность | Телезрители (в миллионах) | Archive               |
| ----------------- | --------------- | ----------------- | ------------------------- | --------------------- |
| «Эпизод 1»        | 29 января 1972  | 24:32             | 10,3                      | PAL colour conversion |
| «Эпизод 2»        | 5 февраля 1972  | 24:33             | 11,0                      | PAL colour conversion |
| «Эпизод 3»        | 12 февраля 1972 | 24:21             | 7,8                       | PAL colour conversion |
| «Эпизод 4»        | 19 февраля 1972 | 24:16             | 8,4                       | PAL colour conversion |
| [ 1 ] [ 2 ] [ 3 ] |                 |                   |                           |                       |